# Sea Wolf (pocisk rakietowy)

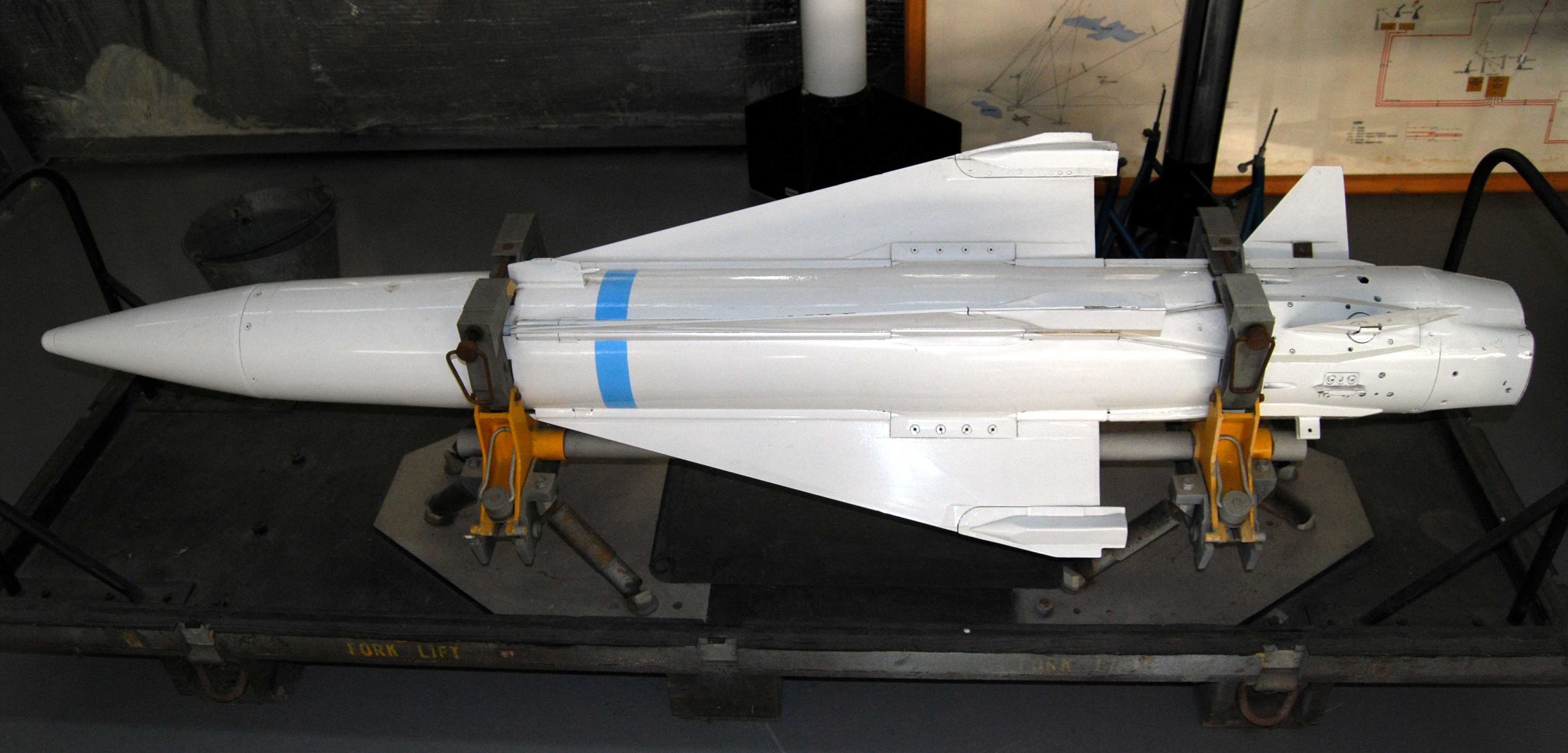
Rakieta Sea Wolf w muzeum Port Adelaide

Sea Wolf – brytyjski rakietowy system obrony bliskiej przestrzeni powietrznej wokół okrętu, skonstruowany do zwalczania pocisków przeciwokrętowych poruszających się z prędkością do Ma 2.

## Opis
System oparty był na radiowym naprowadzaniu komendowym (ang. Command-to-the-line-of-sight) z dyferencyjnym śledzeniem radarowym i/lub telewizyjnym. Prędkość i manewrowość pocisku zapewniała skuteczność zwalczania pocisków przeciw okrętowych poruszających się z prędkością nie większa niż 2 Ma, a także innych celów powietrznych.

### Sea Wolf GWS 25 Mod 0
System łączy w sobie dziewięć elementów:
- Radar obserwacji typu 967;
- Radar śledzenia typu 910 oraz telewizyjny system śledzenia;
- Antena nadawcza komend;
- Wyrzutnia;
- Pociski i system ich transportu
- system transmisji danych;
- zespół systemu ścieżki celowania;
- konsola operacyjna;
- magazyn pocisków.

Działający w pasmach I oraz J (X) radar śledzenia typu 910 używany jest we współdziałaniu z radarem obserwacji typu 967 lub 968 zdolnym do śledzenia pocisków przeciw okrętowych również na najbliższych dystansach. Radar ten zapewnia wysoką dokładność śledzenia, niezbędną do naprowadzania pocisku na cel metodą Command-to-the-line-of-sighte. Po wystrzeleniu pocisku w kierunku śledzonego celu, Sea Wolf jest natychmiast uchwytywany wiązką radaru i automatycznie wycelowywany. Cel pozostaje także śledzony za pomocą systemu telewizyjnego, a informacje o nim przekazywane do systemu ścieżki (kanału) celowania. W rezultacie, pocisk oraz cel śledzone są równocześnie, zaś zmiany pozycji tego ostatniego, kierunku oraz prędkości po odpowiedniej obróbce przekazywane są do pocisku w formie mikrofalowych komend radiowych. Radar tego typu zdolny jest do śledzenia i naprowadzania wielu pocisków Sea Wolf w tym samym czasie. Informacje pochodzące z tego radaru, mogą być również używane przez okrętowe systemy CIWS.
Zasięg wynosi ok. 6,5 km, a w wersji pionowego startu 10 km. Może zwalczać cele na pułapie od 4,7 m do 3050 m.
Pocisk wystrzeliwany był początkowo z sześcioprowadnicowych wyrzutni używanych na fregatach typu 22 i przebudowanych typu Leander Batch 3. Następnie przystosowano go do pionowego startu (VLS) i w tym charakterze używany jest na fregatach typu 23. Dzięki dodatkowemu stopniowi startowemu, zwiększeniu uległ zasięg pocisku.
System został użyty bojowo podczas wojny o Falklandy. Oficjalnie przyznano mu zniszczenie pięciu samolotów, lecz według niektórych autorów były to trzy lub cztery. 12 maja 1982 roku fregata „Brilliant” zestrzeliła dwa   samoloty argentyńskie Douglas A-4 Skyhawk, a trzeci rozbił się podczas manewru unikowego. Podczas ataku kolejnych samolotów tego dnia nie osiągnięto już sukcesów, gdyż system kierowania ogniem się zawiesił. Część źródeł przypisuje rakiecie Sea Wolf fregaty „Broadsword” zestrzelenie samolotu Dagger 21 maja, lecz możliwe że był to zestaw Sea Cat innego okrętu. 23 maja kolejny A-4B został zestrzelony przez Sea Wolf fregaty „Broadsword” lub naziemny system Rapier.